# Move D

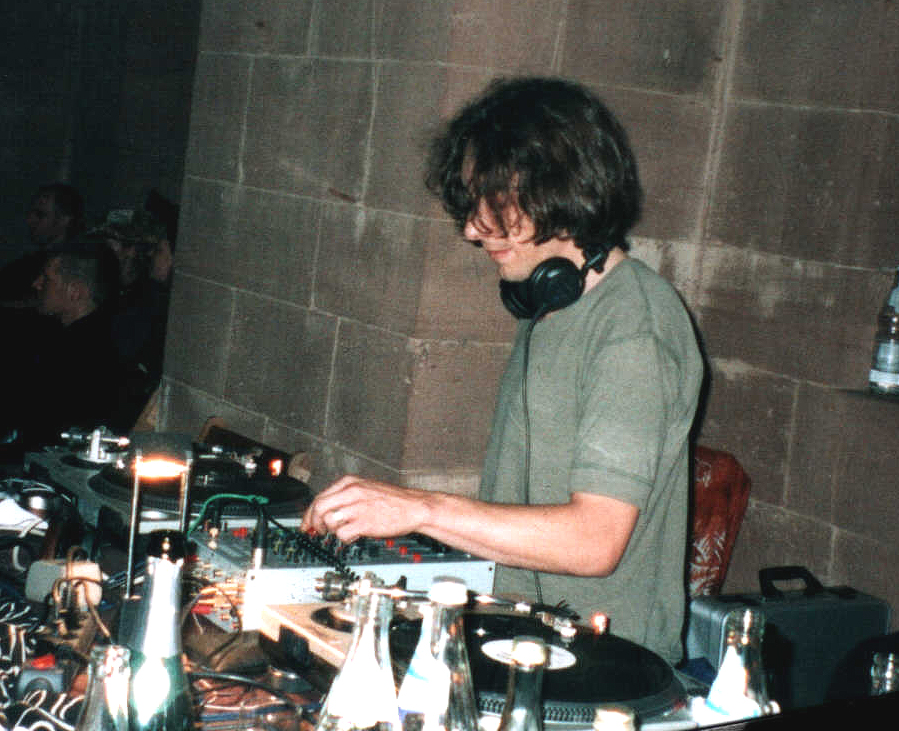
Moufang bei einem Auftritt auf der Reichsburg Trifels, 2000

Move D, bürgerlich David Andreas Paul Nicola Moufang (* am 7. September 1966 in Heidelberg), ist ein deutscher, international bekannter Komponist, Klangkünstler, Musiker (Schlagzeug, Gitarre, Piano, Synthesizer), Musikproduzent, DJ und Techno-Produzent (Ambient, Downtempo, House, Techno, Minimal), siehe auch Elektronische Musik.

## Leben und Werdegang
David Moufang war von 1983 bis 1985 Leadgitarrist und Bandleader von The Ten, mit der er den Schülerwettbewerb Rock aus der Penne gewann.

### Gründung des LabelsSource Records
1992 gründete David Moufang mit dem Grafikdesigner Jonas Grossmann das Label Source Records. Jonas Grossmann war von 1992 bis 2005 für Management, A&R, Promotion, Presse und Design des Labels Source Records verantwortlich. Für Cover-Gestaltungen der CDs zog Grossmann auch Till Krautkrämer hinzu. Source Records erlangte Anerkennung in der internationalen Musikszene. 1995 erschien die erste Veröffentlichung unter dem Pseudonym Move D, das Moufang seitdem als Alias für seine DJ-Auftritte regelmäßig benutzt und eine Abwandlung seines Spitznamens Mufti aus der Schulzeit darstellt. Zusammen mit Jonas Grossmann gründete David Moufang im Jahre 1996 ein zweites Label, das KM20.

### Gemeinschaftsarbeiten mit Kulturinstitutionen
Seit 1996 arbeitete David Moufang mehrfach mit dem Goethe-Institut zusammen, mit Veranstaltungen u. a. in London, München, Budapest und weiteren Veranstaltungen u. a. in Australien und Asien.

### Kompositionsarbeiten für den Bayerischen Rundfunk
Seit 1998 komponiert und arrangiert David Moufang die Musik zu Texten des Schriftstellers Thomas Meinecke für ihre gemeinsamen Hörspielproduktionen im Auftrag des Bayerischen Rundfunks.
Thomas Meinecke ist der Hörspielsprecher seiner eigenen Texte. Er spricht sein Textmaterial im Aufnahmestudio des Bayerischen Rundfunks, wo es zur Weiterbearbeitung für die jeweiligen Hörspielproduktionen aufgezeichnet wird.
Die Kompositionen von David Moufang und die Texte von Thomas Meinecke, die künstlerische Endbearbeitung aller Tonspuren mit Einbindung aller digitalen und analogen Musik- und Textpassagen, bis zur sendereifen Tongestaltung und Abmischung, das sogenannte Audio – Mastering, als letzte Arbeitsschritte vor der Übergabe an den Toningenieur des Bayerischen Rundfunks, werden von David Moufang jeweils in seinem eigenen Studio für den Bayerischen Rundfunk als abgeschlossene Hörspiel-Musikproduktion fertiggestellt.

### Lehrauftrag an der Bauhaus-Universität Weimar
Von 2002 bis 2007 war David Moufang Lehrbeauftragter an der Bauhaus-Universität Weimar an der Fakultät für Medien (Studiengang Mediengestaltung) am Lehrstuhl für Experimentelles Radio.

### Preisverleihung
- 2008: ging der Karl-Sczuka-Preis an David Moufang gemeinsam mit dem Schriftsteller Thomas Meinecke[3]

## Werke

### Diskographie (Auswahl)
- 1992 David Moufang / Jonas Grossmann, Earth to Infinity. (Silent Records)
- 1993 Deep Space Network, Big Rooms. (Instinct Records)
- 1993 Deep Space Network & Dr. Atmo: I.F.1 (FAX +49-69/450464)
- 1994 Deep Space Network & Dr. Atmo: I.F.2 (FAX +49-69/450464)
- 1994 David Moufang & Jonah Sharp Reagenz, erschienen auf (Source Records)
- 1995 David Moufang Alias Move D, Solo-Album Kunststoff, erschienen auf Source Records 1995
- 1996 David Moufang Alias Move D Cymbelin, erschienen auf Warp Records
- 1997 David Moufang Alias Move D & Pete Namlook, A Day in the Life erschienen auf dem Fax Label (FAX +49-69/450464)
- 1999 David Moufang Alias Move D & Pete Namlook, The Retro Rocket, erschienen auf dem Fax Label (FAX +49-69/450464)
- 2004 David Moufang Alias Move D, Pop for Dwoozle, erschienen auf dem Fax Label (FAX +49-69/450464)
- 2006 David Moufang Alias Move D, Kunststoff, (Re-Issue, City Centre Offices)

## Hörspiele

### Gemeinschaftsarbeiten
- 1998: Tomboy. David Moufang (Komposition und Mastering-Audio), Thomas Meinecke (Text und Sprecher). BR Hörspiel und Medienkunst 1998. Als CD veröffentlicht auf Intermedium Records.[4]
- 1999: Freud’s Baby. David Moufang (Komposition und Mastering-Audio), Thomas Meinecke (Text und Sprecher). BR Hörspiel und Medienkunst. Als CD veröffentlicht auf Intermedium Records.
- 2002: Konvent. Thomas Meinecke (Text)/Michaela Melián (Bilder und Projektionen)/David Moufang (Komposition). BR Hörspiel und Medienkunst/ZKM Karlsruhe/intermedium 2, 2002. Länge: 29′31″.
- 2004: Flugbegleiter. David Moufang (Komposition und Mastering-Audio), Thomas Meinecke (Text und Sprecher). BR Hörspiel und Medienkunst. Als CD veröffentlicht auf Intermedium Records ISBN 978-3943157543
- 2007: Translations/Übersetzungen. David Moufang (Komposition und Mastering-Audio), Thomas Meinecke (Text und Sprecher). BR Hörspiel und Medienkunst. Als CD veröffentlicht auf Intermedium Records. ISBN 978-3943157543.
- 2007: Earprint. Ein Treffen der Generationen dank David Moufang und Karl Berger Der Oberton vom Vibrafon "Earprint": ein Treffen der Generationen dank David Moufang und Karl Berger: Der Oberton vom Vibrafon. Abgerufen am 22. Oktober 2022.
- 2009: Work. David Moufang (Komposition und Mastering-Audio), Thomas Meinecke (Text und Sprecher). BR Hörspiel und Medienkunst. Als CD veröffentlicht auf Intermedium Records. Als Podcast/Download im BR Hörspiel Pool.[5]
- 2011: Lookalikes. David Moufang (Komposition und Mastering-Audio), Thomas Meinecke (Text und Sprecher). BR Hörspiel und Medienkunst. Als CD veröffentlicht auf Intermedium Records.
- 2011: Nur bis jetzt! Spam Poetry. David Moufang (Komposition und Mastering-Audio), Thomas Palzer (Text und Sprecher). Im Auftrag des Senders WDR 3.
- 2015: On the map. David Moufang (Komposition und Mastering-Audio), Thomas Meinecke (Text und Sprecher). BR Hörspiel und Medienkunst, Ursendung am 12. Juni 2015 auf Bayern 2. Als Podcast/Download im BR Hörspiel Pool.[6]

### Einzelarbeit
- 2003/2004: Tonspuren 1–10. David Moufang (Komposition und Mastering-Audio). BR Hörspiel und Medienkunst. Als CD veröffentlicht auf Intermedium Records.

### Podcast
- 2012: David Moufang[7][8]

## Festivals (Auswahl)

### Seit 1994 zahlreiche Electronic Live Acts und DJ Auftritte
- 1994 Loveparade Interference im Tresor, Berlin
- 1995 Loveparade Interference im Planet, Berlin
- 1996 Sonar, Barcelona
- 1996 International Design Conference, Aspen
- 1996 Tripping on Sunshine, Kopenhagen
- 1999 Intermedium 1, Berlin, electronic live act
- 2000 Sonar, Barcelona
- 2002 Intermedium 2, Karlsruhe, electronic live act
- 2002 Jazzsaalfelden, electronic live act
- 2002 Musiktage, Donaueschingen, electronic live act
- 2003 Hörkunsttage, Erlangen, electronic live act
- 2003 Selfware, Graz
- 2007 Techno is coming home, Chemnitz
- 2007 Jazzbühne meets Electronica, electronic live act
- 2008 Tape presents: Move D – Live, Don Williams, Ray Okpara at Tape, Berlin
- 2009 Universal Experience Jazz Not Dead Festival 2009 # 5 edition, Venedig
- 2009 Resonance Ghent Festival, Ghent
- 2009 Nachtdigital, Olganitz

## Interviews
- 2008 David Moufang Alias Move D: Eine Kleine Sinceremusik – interviewt von Peter Chambers
- 2009 David Moufang, interviewt von Autor Jens für Frohfroh am 30. Juni 2009: Von der Kunst des Weglassens
- 2012 David Moufang ein Interview: Move D in Vilnius, Chat & Party. Interview with Move D (David Moufang): 2012 March 23, Studio 9, Vilnius, Lithuania. Camera, Editing: MediaBakery / Promoters: Detroitish. Veröffentlicht am 27. Juni 2012
- 2014 David Moufang alias Move D, interviewed, Saturday, 22 February 2014, NMLK: a Tribut to Pete Namlook and Fax Records

## Dokumentarfilm
- 2017 Denk ich an Deutschland in der Nacht, Regisseur Romuald Karmakar[9]